# Glossaire archéologique de l'Occident médiéval
- Haut – A
- B
- C
- D
- E
- F
- G
- H
- I
- J
- K
- L
- M
- N
- O
- P
- Q
- R
- S
- T
- U
- V
- W
- X
- Y
- Z

## A
- Abbatiale (bâtiment religieux)
- Abbaye (bâtiment religieux)
- Arbalète
- Arc
- Archère, Meurtrière, Arbalétrière
- Armoiries
- Armure
  - Armure articulée à plaques
  - Armure plate
  - Armure de maille
- Art roman
- Assommoir

## B
- Baptistère
- Barbacane, Bastille, Châtelet
- Barrière, Lice
- Beffroi
- Béguin
- Bélier
- Bénitier
- Bouclier, Écu
- Bretèche

## C
- Calvaire
- Châsse
- Castel
- Castellum
- Cathedra, Cathèdre
- Cathédrale
- Cavalier
- Chapelle
- Château
  - Château fort
  - Château à motte
- Chemin de ronde
- Cistercien
- Clocher
  - Clocher gothique
  - Clocher roman
- Cloître
- Collatéral
- Collégiale
- Commanderie
- Contrefort
- Cotte
  - Cotte d'armes (armure)
  - Cotte de mailles (armure)
- Couronne
- Courtine
- Créneau
- Croisade
- Croisée du transept
- Crosse (ornement),
- Crypte, Enfeu, Caveau

## D
- Dais
- Dalle
  - Dalle funéraire
- Dalmatique
- Dame
- Damier (ornement), Échiquier
- Dé
- Donjon
- Douve

## E
- Échauguette, Tourelle
- Église
  - Église abbatiale voir Abbatiale
  - Église paroissiale
  - Église pricurale
  - Église cathédrale voir Cathédrale
- Évêque

## F
- Fenestrage
  - Fenêtre d'église du XIIIe siècle
  - Fenêtre d'église ogivale
- Féodalisme ((organisation sociétale)

## G
- Gargouille
- Gothique ou Ogival
  - Gothique à lancettes
  - Gothique flamboyant
  - Gothique primitif
  - Gothique rayonnant
- Grange
- groupe cathédral
- groupe épiscopal

## H
- Hache (outil, arme)
- Hallebarde (arme)
- Haubert (casque)
- Heaume (casque)
  - Heaume à nasal
- Herse, Porte sarrasine
- Hôtel de ville, Parloir aux bourgeois
- Hourd

## J
- Jubé

## L
- Labyrinthe
- Lambris
- Latrine
- Lignage (groupe familial)
- Litre (ornement)
- Lutrin

## M
- Mâchicoulis
- Mangonneau
- Manoir
- Meneau
- Miséricorde, Sellette
- Monastère, Moustier, Moutier
- Mort noire, Peste
- Motte castrale
  - Motte féodale
  - Motte castrale
- Mur
- Muraille

## P
- Palimpseste, Parchemin
- Pan de bois (architecture)
- Parapet
- Parvis
- Pavage
- Pavement
- Peinture carolingienne
- Peinture romane
- Peinture gothique
- Pièce (héraldique)
- Pont
  - Pont fortifié
  - Pont-levis
- Porte et porte de ville
  - Herse
  - Portail
  - Porte d'église
  - Porte sarrasine
  - Poterne
- Presbytère

## R
- rosace

## S
- Sablière (charpente)
- Sceau
- Statuaire romane
- Statuaire gothique

## T
- tabernacle
- Toise voir Unité de mesure
- Tonsure
- Torchis (maçonnerie)
- Tour (bâtiment)
- Transept (nef)
- Trébuchet
- Trésor (salle)

## V
- Verrière syn. Vitrail
- Villa